# William Jacob Baer
William Jacob Baer (* 29. Januar 1860 in Cincinnati; † 21. September 1941 in East Orange) war ein US-amerikanischer Miniatur-, Genre- und Porträtmaler.

## Leben
Von 1876 bis 1879 erlernte William Baer in Cincinnati den Beruf des Lithografen. Daneben besuchte er in der McMicken School of Design (heute Art Academy of Cincinnati) den Abendkursus des Bildhauers Louis Rebisso und übte sich im Modellieren. Von 1880 bis 1884 studierte er in München an der Königlichen Akademie der Bildenden Künste bei Ludwig von Löfftz Malerei.
William Baer kehrte in die Vereinigten Staaten zurück und arbeitete in der Künstlerkolonie Montclair als Genre- und Porträtmaler. Er bildete Illustratoren in den Fächern künstlerische Druckgrafik und Schwarz-Weiß-Zeichnen aus. Zu solcher Lehrtätigkeit hatte ihn sein Freund  Alexander Drake, Redakteur der Illustrierten Scribner’s Monthly, ermutigt. Ab 1888 leitete Baer in Round Lake/Saratoga County Chautauqua-ähnliche Sommerkurse für Malerei. Ab 1893 führte er diese Veranstaltungen noch mehrere Jahre direkt in Chautauqua fort.
1892 begann Baer, angeregt durch Alfred Corning Clark (1844–1896), mit der Miniaturmalerei und stieg später bis zum Präsidenten der New Yorker American Society of Miniature Painters (ASMP) auf.
William Baer stellte  1893 auf der Chicagoer World’s Columbian Exposition, der Weltausstellung Paris 1900, am  Art Institute of Chicago, an der Pennsylvania Academy of the Fine Arts und an der National Academy of Design aus.
Im Jahr 1913 wurde Baer zum Associate (Mitglied) in die National Academy of Design gewählt.

## Idealminiaturen
Neben Porträts habe Baer lediglich elf Idealminiaturen geschaffen:
- 1895 Die Goldene Stunde,
- 1896 Aurora,

sowie in Walters Art Museum zu sehen
- Daphne (Daphne),
- Halcyon Days (Halkyónē).

Außerdem nennt von Mach noch Nymphe (Nymphe), Madonna, In Arkadien, Der Apfel, Betty, Laodicia (Laodicea) und Flora (Flora).